# Anotylus nanus
Anotylus nanus är en skalbaggsart som först beskrevs av Wilhelm Ferdinand Erichson 1840.  Anotylus nanus ingår i släktet Anotylus och familjen kortvingar. Inga underarter finns listade i Catalogue of Life.